# Jóhanna á Bergi
Jóhanna á Bergi (født i 1970) er en færøsk erhhvervskvinde. I september 2015 blev hun direktør for det færøske flyselskab Atlantic Airways. Hun var fra maj 2006 til 2015 direktør for det færøske/islandske firma Faroe Ship. Jóhanna á Bergi er den første kvindelige direktør i Atlantic Airways, siden flyveselskabet blev stiftet 10. november 1987. 
Jóhanna á Bergi begyndte sin erhvervsuddannelse inden for salg og marketing på Den Danske Eksportskole í Herning og har MSc-prøve i virksomhedsledelse fra Robert Gordon universitetet i Skotland. 
Den 44-årige færing har langvarig erfaring med ledelse og bestyrelsesarbejde. De sidste ni år har hun været administrerende direktør i transportselskabet Faroe Ship.
Jóhanna á Bergi har tidligere været salgsdirektør i otte år i JFK, der både som rederi og fabrik producerer og eksporterer fiskeprodukter fra Færøerne. En overgang var hun salgschef hos det færøske fiskeeksportfirma, Faroe Seafood, i Frankrig. Udover lederstillinger har hun i mange år haft forskellige bestyrelsesposter.